# Gertruda ze Sulzbachu
Gertruda ze Sulzbachu (německy Gertrud von Sulzbach, 1114? – 14. dubna 1146 Bad Hersfeld) byla římskoněmeckou královnou, druhou manželkou vzdorokrále a pozdějšího římskoněmeckého krále Konráda III.

## Život
Gertruda byla dcerou hraběte Berengara ze Sulzbachu a jeho druhé manželky Adély z Wolfratshausenu. Za Konráda se vdala okolo roku 1136 (jeho první manželka Gertruda z Komburgu zemřela o pět let dříve). Konrád byl už v roce 1127 zvolen vzdorokrálem za vlády Lothara III., který sice svou moc upevnil a v roce 1135 se dočkal císařské koruny, ale po jeho smrti v roce 1138 usedl na trůn Konrád a jako Konrád III. vládl až do své smrti roku 1152.
Gertruda manželovi porodila dva syny. Po narození mladšího Fridricha onemocněla a na jaře roku 1146 zemřela, pravděpodobně v klášterním ústraní. Byla pohřbena v kostelním chóru cisterciáckého kláštera Ebrach.